# Marina Cavazzana
Marina Cavazzana, née en 1959 à Venise (Italie), est une biologiste et pédiatre  française d'origine italienne, spécialiste de thérapie génique et en thérapie cellulaire et experte des greffes de moelle osseuses et des maladies du système immunitaires et de l’hématopoïèse. 

## Biographie
Née à Venise, d'un père cheminot et d'une mère institutrice, elle commence ses études de médecine et de pédiatrie à Padoue, qu’elle poursuit en France où elle complète sa formation avec un doctorat en hématologie avant de commencer à travailler sur les greffes de moelle osseuses aux côtés d’Eliane Gluckmann à l’Hôpital Saint Louis à Paris. 
Elle rejoint en 1987 l’Hôpital Necker-Enfants malades où elle travaille aux côtés d'Alain Fischer dans l’équipe de Claude Griscelli avant de devenir professeur d’immunologie (PU-PH à l’Université Paris Descartes puis directrice de l’équipe Inserm « nouvelle approche de l’immunodéficience primaire » au sein de l’Unité 768 entre 1994 et 2011. Puis elle codirige jusqu’en 2019 aux côtés d'Isabelle André le laboratoire de lymphohématopoïèse humaine Inserm à l’Institut Imagine (Institut des maladies génétiques)
Elle est chef de service du département hémaphérèse de l’Hôpital Necker-Enfants malades depuis 2003.
Elle est directrice du département de biothérapie de l’Hôpital Necker-Enfants Malades depuis 2003 et a mis en place le premier centre d'investigation clinique (CIC) en biothérapie de l’APHP, seule entité académique en France répondant aux critères de bonnes pratiques de fabrication et autorisée à produire les médicaments de thérapies innovantes que sont les thérapies cellulaires et géniques. 
Elle est également coordinatrice du DIM Thérapie Génique depuis 2017, ainsi que vice-présidente de l’Observatoire international de la drépanocytose depuis 2012. Elle siège au conseil scientifique de l'Association IRIS et à la commission de la recherche clinique de l’Université Paris Descartes-Sorbonne Paris Cité. Elle fait partie des experts consultés lors de la révision de la loi sur la bioéthique.

## Apport scientifique
Les principaux travaux de recherche et de recherche cliniques de Marina Cavazzana concernent le développement du système immunitaire hématopoïétique, la thérapie cellulaire et génique des maladies héréditaires et acquises du système hématopoïétique dont elle a mené avec succès plusieurs premières mondiales.
Son groupe étudie les moyens d'améliorer les résultats cliniques de la greffe de cellules souches hématopoïétiques dans les maladies immunodéficientes ainsi que les hémoglobinopathies.
Avec Alain Fischer et Salima Hacein-Bey, elle obtient en 1999, les premiers succès cliniques au monde de thérapies géniques pour une dizaine d'enfants-bulles, dont deux malheureusement développeront après quelques mois des leucémies, l'un étant décédé. L'essai est arrêté en urgence en 2002. Les recherches menées par Marina Cavazzana montreront que ces leucémies étaient dues à l'insertion aléatoire dans un proto-oncogène du gène médicament, sous son impulsion , l'essai est redémarré en 2007, selon un protocole modifié utilisant de meilleurs vecteurs rétroviraux, sur les 16 enfants traités à ce jour, 15 sont guéris de façon satisfaisante de leur déficit immunitaire aigu.
Elle a depuis 2000 lancé plusieurs essais cliniques pionniers basés sur l'utilisation de cellules souches hématopoïétiques modifiées génétiquement ex vivo pour traiter les patients atteints de troubles héréditaires, dont les résultats cliniques sont extrêmement encourageants et prometteurs.
Le succès le plus connu est certainement celui ayant permis de traiter avec succès un jeune garçon atteint de drépanocytose, une forme sévère d'anémie chronique héréditaire. La drépanocytose est une maladie du sang liée à une anomalie de l'hémoglobine des globules rouges qui transporte l'oxygène. Celle-ci est due à une mutation du gène de la bêta-globine qui résulte en une déformation en forme de faucille des globules rouges des malades. Elle provoque une anémie et des crises douloureuses ainsi que des lésions de nombreux organes. C'est la maladie génétique la plus fréquente en France (ce premier essai de thérapie génique sur la drépanocytose a été en collaboration avec la société de biotechnologie américaine Bluebird Bio.
2000 : 1re mondiale dans le traitement par thérapie génique d’un enfant SCID-X 
2010 et 2018 : 1er succès mondial pour le traitement par thérapie génique d’un enfant atteint de bêta-thalassémie,,
2014 : 1re mondiale dans le traitement par thérapie génique d'un enfant drépanocytaire
2015 : Traitement par thérapie génique d'un enfant atteint de Wiskott-Aldrich 

## Prix et distinctions
- 2004 : Prix Jean-Pierre-Lecocq de l'Académie des sciences
- 2006 : Prix de Recherche, clinique et thérapeutique de l'Inserm[11]
- 2011 : officier de la Légion d’Honneur
- 2012 : Prix Irène-Joliot-Curie de la Femme scientifique de l'année[12]
- 2016 : Prix de l'Académie nationale de médecine[13]
- 2017 : Fondation Guillaume-Piel Award –  Fondation Recherche Médicale
- 2017 : Ernest Beutler Lecture and Prize for Clinical Science (American Society of Hematology)[14]
- 2018 : docteur honoris causa de l’université de Zurich[15]